# Messaging Layer Security
Messaging Layer Security (MLS) est une couche de sécurité permettant de chiffrer de bout en bout les messages dans des conversations de groupes de taille arbitraire. Il est maintenu par le groupe de travail MLS de l'Internet Engineering Task Force, qui vise à fournir un mécanisme de sécurité efficace et pratique,,.

## Propriétés de sécurité
Les propriétés de sécurité de MLS incluent la confidentialité des messages, l'intégrité et l'authenticité des messages, l'authenticité des membres, l'asynchronicité, la confidentialité persistante, la sécurité après compromission et l'extensibilité.

## Histoire
L'idée est née en 2016 et est discutée pour la première fois à une réunion non officielle lors de l'IETF 96 à Berlin, avec des participants venant de Wire, Mozilla et Cisco.
Les idées initiales étaient basées sur le chiffrement par paire pour une communication sécurisée à un ou plusieurs participants. En 2017, un article universitaire présentant les Asynchronous Ratcheting Trees est publié par l'Université d'Oxford et Facebook, mettant l'accent sur des systèmes de chiffrement plus efficaces pour les conversations de groupe.
Le premier Birds of Feather (groupe de discussion informel de l'IETF) a eu lieu en février 2018 à l'IETF 101 à Londres. Les membres fondateurs sont Mozilla, Facebook, Wire, Google, Twitter, l'Université d'Oxford et l'INRIA .
Le 29 mars 2023, l'IETF approuve la publication de Messaging Layer Security (MLS) en tant que nouvelle norme. Elle est officiellement publiée le 19 juillet 2023,.

## Implémentations
- OpenMLS : langage : Rust, licence : MIT
- MLS++ : langage : C++, licence : BSD-2